# Gaja Hornby
Gaja Hornby è il quarto album in studio (il primo in lingua polacca) della cantante polacca Margaret, pubblicato nel 2019.

## Tracce
1. Gaja Hornby – 2:40
2. Ten dzień – 2:34
3. Serce Baila – 2:31
4. Błyski fleszy, plotki, ścianki – 2:33
5. Ej chłopaku – 2:37
6. VAJB (featuring Gverilla) – 3:00
7. Psia mać – 2:28
8. Chwile bez słów (featuring Kacezet) – 2:40
9. Światło – 2:39